# اليزيدية في سوريا
قد يُشير اليزيديون في سوريا إلى الأشخاص الذين وُلِدوا في سوريا أو يقيمون فيها ويدينون باليزيدية بشكل كامل أو جزئي.
تعود الديانة اليزيديّة إلى عصور ما قبل الإسلام. خلال القرنين الخامس عشر والسادس عشر، هاجر الإيزيديون من جنوب تركيا واستقروا في معقلهم الجبلي الحالي في جبل سنجار في شمال شرق سوريا والعراق. على الرغم من أن بعضهم متشتت في تركيا وأرمينيا، إلا أن العراق هو مركز حياتهم الدينية، موطن أميرهم، وقبر أكثر قديسيهم الموقرين، الشيخ عدي. ويستقر معظم اليزيديين في المناطق شبه البدوية وليس لديهم رؤساء كبار، ويتحدثون لغة كرمانجي.
يعيش الإيزيديون في سوريا بشكل أساسي في مجتمعين، أحدهما في منطقة الجزيرة والآخر في جبل حلب. أما أعداد سكان المجتمع الإيزيدي السوري فهي غير واضحة. في عام 1963، كان المجتمع يُقدَّر بنحو 10,000 نسمة، وفقاً للتعداد الوطني، ولكن أعداد السكان الإيزيديين لعام 1987 كانت غير متوفرة. قد يكون هناك ما بين حوالي 12,000 و15,000 من الإيزيديين في سوريا اليوم، على الرغم من أن أكثر من نصف المجتمع قد هاجر من سوريا منذ الثمانينات. ازدادت التقديرات تعقيداً بسبب وصول ما يقرب من 50,000 من اللاجئين الإيزيديين من العراق خلال حرب العراق. منذ عام 2014، دخل بعض الإيزيديين من العراق إلى المناطق التي يُسيطر عليها الأكراد في سوريا هرباً من اضطهاد الإيزيديين من قبل تنظيم داعش.
في عام 2014 كان هناك حوالي 40,000 من اليزيديين في سوريا، وخاصةً في منطقة الجزيرة.

## وصلات خارجية
- اليزيدية في جورجيا